# Vlastislav (districtul Litoměřice)
Vlastislav (în germană Watislaw) este o comună și un sat din districtul Litoměřice din regiunea Ústí nad Labem din Cehia. Are o populație de aproximativ 200 de locuitori.

## Etimologie
Numele său este derivat din prenumele personal Vlastislav.

## Geografie
Vlastislav se află la aproximativ 13 kilometri (8 mi) vest de Litoměřice și la 19 kilometri (12 mi) sud de Ústí nad Labem. Se află în Munții Boemia Centrală (České Středohoří) și în aria protejată peisagistică České Středohoří⁠(d). 
Cel mai înalt punct al comunei este dealul Plešivec, aflat la 477 metri (1.565 ft) deasupra nivelului mării.

## Istorie
Prima mențiune scrisă despre Vlastislav datează din anul 1184, dar anterior a fost un gord (fortăreață protoslavă) în Evul Mediu timpuriu. Potrivit legendei din Chronica Boemorum⁠(d), gordul a fost fondat de ducele Vlastislav⁠(d). (Vlastislav a fost un prinț mitologic de Lucko sau de Žatec. Fiul legendarului prinț ceh Vojen⁠(d), era fratele prințului Vnislav⁠(d).)

## Transporturi
Nu există căi ferate sau drumuri principale care să treacă prin comună.

## Obiective turistice

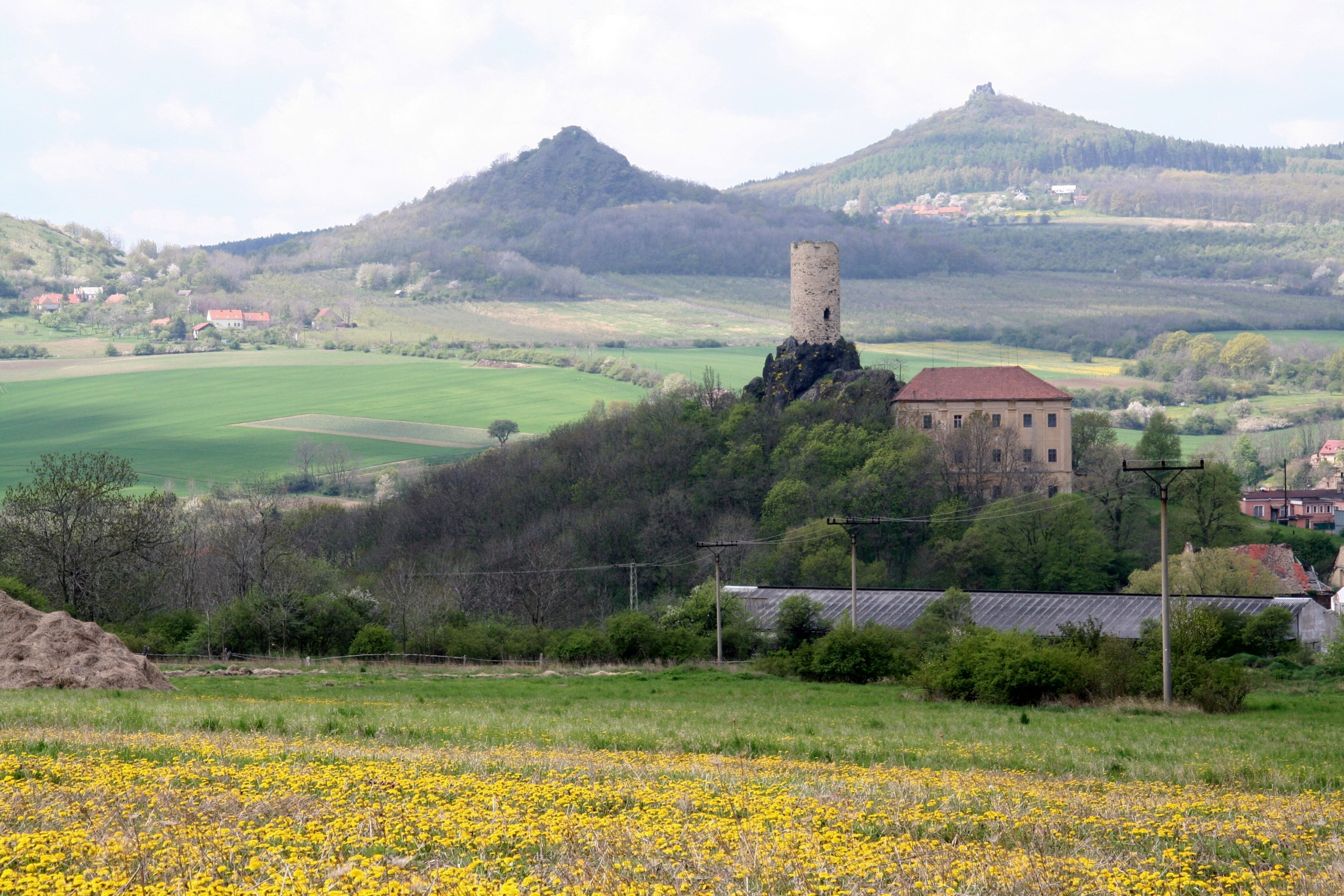
Castelul Skalka, locul nașterii lui Christoph Schönborn

Vlastislav este cunoscut pentru ruinele Castelului Skalka. Primul proprietar documentat al castelului a fost Petr de Skalka în 1357–1360, dar castelul ar putea fi mult mai vechi. Castelul a fost devastat de Armata Suedeză în timpul Războiului de Treizeci de Ani, în 1639, și nu a fost niciodată restaurat. Doar un turn înalt (Bergfried⁠(d)) al castelului a supraviețuit până în zilele noastre. După război, lângă ruine a fost construit un nou castel baroc. Astăzi, în interiorul său se află diverse expoziții și prezentări.

## Persoane notabile
- Christoph Schönborn (născut în 1945), cardinal austriac, arhiepiscop de Viena